# Droits De L’Homme
Droits de l’Homme (с фр. — «права человека», назван в честь Декларации прав человека и гражданина (фр. Déclaration des Droits de l'Homme et du Citoyen)) — французский 74-пушечный линейный корабль типа Temeraire. Спущенный на воду в 1794 году, во время французских революционных войн, корабль провел весь срок службы в Атлантике, сражаясь против британского Королевского флота.
Принимал участие в Бою у острова Груа, входил в состав флота, который в декабре 1796 года отплыл для вторжения в Ирландию. После неудачных попыток высадить войска в Ирландии, Droits de l’Homme отправился в обратный путь в порт Бреста. Во время плавания был перехвачен двумя британскими фрегатами, которые вынудили Droits de l’Homme вступить в бой 13 января 1797 года. Сильно поврежденный британскими фрегатами и неспособный маневрировать в бурном море, корабль был выброшен на песчаную косу и разбился.

## Служба
Droits De L’Homme входил в состав эскадры контр-адмирала Жозефа-Мари Нейи, состоявшей из 5 линейных кораблей (Tigre, Droits de l’Homme, Marat, Pelletier, и Jean Bart), 3 больших фрегатов (Charente, Fraternité, и Gentille) и брига Papillon, которая 6 ноября 1794 года перехватила два британских линейных корабля — 74-пушечных HMS Canada и HMS Alexander. Погоня продолжалась 4 часа, Canada, пользуясь преимуществом в скорости начал уходить от погони и Нейи решил сосредоточиться на неважном ходоке Alexander. К 11:30 Droits de l’Homme смог настичь Alexander и вступил с ним в бой. В перестрелке с расстояния всего 50 м британский корабль повредил рангоут Droits de l’Homme и ему пришлось выйти из боя. Но Marat обстрелял Alexander продольным залпом с кормы, а подошедший Jean Bart дал бортовой залп в упор. Перед лицом полного уничтожения сильно повреждённый Alexander сдался. Потери с обеих сторон оцениваются в 40 человек.
В составе эскадры Вилларе де Жуайёза Droits De L’Homme принимал участие в бою у острова Груа 22 июня 1795 года против британской эскадры адмирала Александра Худа. Сражение длилось около 3 часов и завершилось победой британцев, но неполной. Droits De L’Homme находился в стороне от основного места действия и успел сделать только несколько выстрелов в сторону англичан.
В декабре 1796 года Droits De L’Homme с 549 солдатами на борту, под командованием капитана Раймона де Лакросса принял участие в попытке вторжения в Ирландию. Из-за непогоды и плохой координации действий флот был рассеян во время плавания и высадка не удалась. Droits де l’Homme прибыл в Бантри и курсировал вдоль побережья, захватив бриги Камберленд и Калипсо. Он пробыл там восемь дней, чтобы удостовериться, что ни один французский корабль не потерпит бедствия на побережье, и затем отправился в обратный путь.

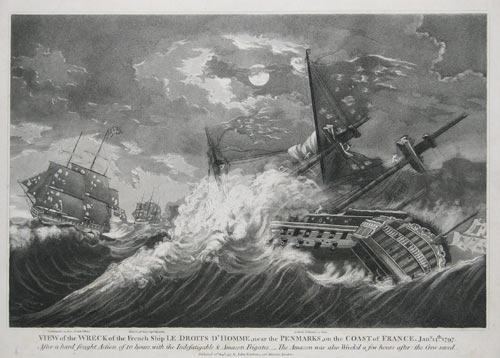
Крушение Droits de l’Homme

13 января 1797 года Droits De L’Homme встретил два британских фрегата — 44-пушечный Indefatigable под командованием капитана Эдварда Пелью и 36-пушечный Amazon, под командованием Роберта Рейнольдса, которые патрулировали море в районе острова Уэссан чтобы перехватить возвращающиеся французские корабли. Бой длился более 15 часов, в условиях сильного шторма и постоянной угрозы налететь на скалы побережья Бретона. Волнение моря было настолько сильно, что Droits De L’Homme не мог открыть свои нижние орудийные порты и в результате мог вести огонь только с верхней орудийной палубы, что свело на нет всё его преимущество в вооружении. Более маневренные британские суда смогли нанести кораблю очень тяжелые повреждения, а поскольку ветер ещё более усилился, экипаж потерял управление и Droits De L’Homme был выброшен на песчаную отмель у Плозевета. Amazon также был выброшен на берег, но почти вся его команда пережила катастрофу и попала в плен. Несмотря на серьезные повреждения мачт и такелажа, Indefatigable смог избежать катастрофы и отойти от берега, показав отличные мореходные качества. Некоторые из членов экипажа Droits De L’Homme были спасены судами и рыбацкими лодками из близлежащих деревень, но продолжающийся шторм пять дней мешал организовать спасательную операцию. Потери на Droits De L’Homme составили по разным оценкам от 400 до 900 человек (из них 103 человека — потери во время боя с фрегатами).